# Mešita Zeynep Sultan
Mešita Zeynep Sultan byla vybudována v roce 1769 architektem Mehmet Tahir Agou pro dceru sultána Ahmeda III., princeznu Zeynep Sultan. Na první pohled připomíná byzantské kostely, jelikož byl při stavbě použit stejný materiál a architektonický styl.

## Historie
Mešita se nachází na ulici Alemdar Caddesi v Istanbulu podél parku Gülhane, nedaleko Hagia Sofie a je viditelná z tramvaje, která projíždí v těsné blízkosti. Ze zadní strany mešity se nachází budova, která je dnes využívána jako základní škola.
Osmanský vojenský hrdina Alemdar Mustafa Paša je pohřben právě v této mešitě, mimo jiné jsou zde hroby Melek Mehmeta Paši (velkovezíra a druhého manžela Zeynep). Po dokončení stavby byly její ostatky přeneseny do prostor mešity.